# Rafael Bluteau

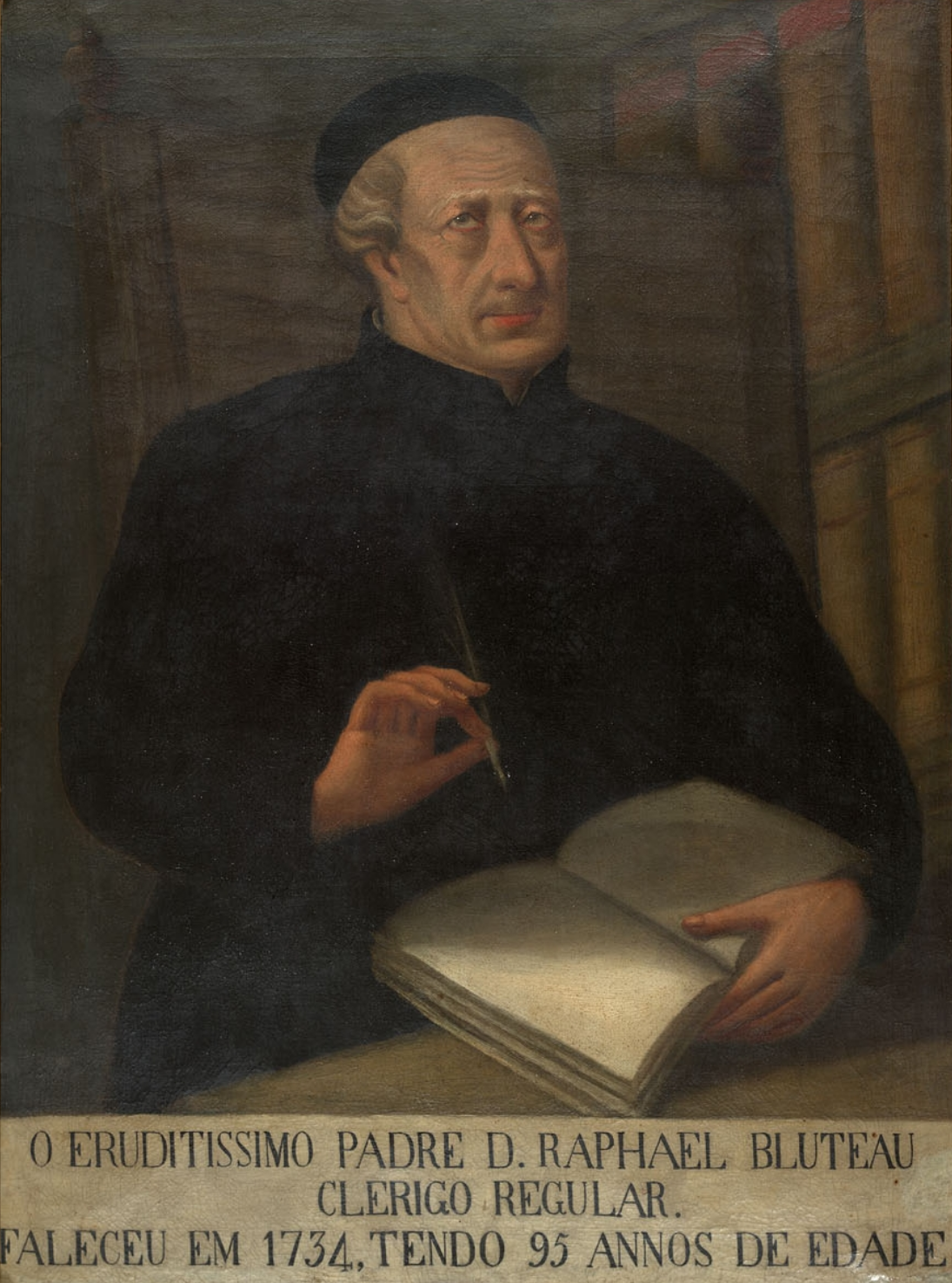
Padre Dom Raphael Bluteau

Rafael Bluteau  (* 4. Dezember 1638 in London; † 13. Februar 1734 in Lissabon) war ein portugiesischer Theatinermönch, Romanist und Lusitanist französischer Herkunft.

## Leben und Werk
Bluteau wuchs bis zum Alter von sechs Jahren in London auf. Dann kehrten seine französischen Eltern nach Frankreich zurück und Bluteau besuchte Schulen der Jesuiten in Paris, La Flèche, Reims und wieder Paris (Collège de Clermont, heute Lycée Louis-le-Grand). Um 1660 trat er bei den Theatinern ein und wurde ins Noviziat nach Florenz geschickt. Nach Ablegung der Gelübde 1661 studierte er in Verona, Rom und Paris. Dort promovierte er in Theologie.
1668 schickte ihn der Orden nach Lissabon. Er wirkte dort im Umkreis der Königin Maria Francisca Elisabeth von Savoyen, fiel nach deren Tod 1683 in Ungnade und ging nach Frankreich. 1704 kehrte er nach Portugal zurück, wurde ins Kloster Alcobaça verbannt und konnte erst ab 1713 wieder in Lissabon leben. König Johann V. (Portugal) verfügte 1720 seine Mitgliedschaft in der neu gegründeten Academia Real da História Portuguesa.
Bluteau ist vor allem bekannt als Autor des ersten großen Wörterbuchs der portugiesischen Sprache, des Vocabulario Portuguez e Latino, dessen zehn Bände er allein erstellte. Das ursprüngliche Motiv war, dass er 1668 des Portugiesischen nicht mächtig war und sich das Wörterbuch zu seiner eigenen Spracherlernung schrieb. Der erste Band erschien nach 44 Jahren, der letzte nach 60 Jahren, als er bereits 90 Jahre alt war.
Bluteaus Wörterbuch wurde Ende des 18. Jahrhunderts von dem Brasilianer António de Morais Silva (1755–1824) zum ersten modernen Wörterbuch des Portugiesischen weiterentwickelt.

## Werke
- Vocabulario Portuguez e Latino, aulico, anatomico, architectonico, bellico, botanico brasilico, comico, critico, chimico, dogmatico, dialectico, dendrologico, ecclesiastico, etymologico, economico, florifero, forense, frutifero, geographico, geometrico, gnomonico, hydrographico, homonymico, hierologico, ichtyologico, indico, isagogico, laconico, liturgico, lithologico, medico, musico, meteorologico, nautico, numerico, neoterico, ortographico, optico, ornithologico, poetico, philologico, pharmaciutico, quidditativo, qualitativo, quantitativo, rethorico, rustico, romano, symbolico, synonymico, sylabico, teologico, terapeutico, tecnologico, uranologico, xenophonico, zoologico autorizado com exemplos dos melhores escriptores portuguezes e latinos, e oferecido a el-rey de Portugal D. João V, 10 Bde., Coimbra, dann Lissabon 1712–1728, Hildesheim 2002
  - A, 1712 (698 Seiten)
  - B–C, 1712 (216+654 Seiten)
  - D–E, 1713 (319+407 Seiten)
  - F–I, 1713 (745 Seiten)
  - K–N, 1716 (778 Seiten)
  - O–P, 1720 (839 Seiten)
  - R–S, 1720 (824 Seiten)
  - T–Z, 1721 (652+189 Seiten)
  - Supplement 1, 1727 (568 Seiten)
  - Supplement 2, 1728 (592 Seiten)
- Primicias evangelicas, ou, Sermoens e panegyricos, Lissabon 1676, 1685, 1732–1733, 1782
- Instrucçam sobre a cultura das amoreiras, e criaçaõ dos bichos da seda, Lissabon 1678, Coimbra 1769